# Большой Луч
Большо́й Луч — река в России, протекает в Архангельской области. Является левым притоком реки Виледь (бассейн Северной Двины).

## География
Устье реки находится в 230 км по левому берегу реки Виледь. Длина реки составляет 26 км. Большая Луч течёт по лесной, ненаселённой местности, с юга на север. Начинается река на севере Вилегодского района Архангельской области, а впадает в Виледь на юге Ленского района. Самый большой приток — Екшал, является левым притоком и впадает за 3 км до устья.
Притоки
- Малый Луч
- Средний Луч
- Екшал

## Данные водного реестра
По данным государственного водного реестра России относится к Двинско-Печорскому бассейновому округу, водохозяйственный участок реки — Вычегда от города Сыктывкар и до устья, речной подбассейн реки — Вычегда. Речной бассейн реки — Северная Двина.
Код объекта в государственном водном реестре — 03020200212103000024471.